# Ida Vallerugo
Ida Vallerugo (Meduno, 13 maggio 1941) è una poetessa italiana.
Ha scritto numerose opere in lingua friulana.

## Biografia
È sempre vissuta a Meduno, con la parentesi del periodo compreso tra i 10 e i 23 anni, trascorsi a Poffabro, una frazione di Frisanco dove ha cominciato a scrivere poesie in italiano.
Frequenta le scuole elementari a Meduno; in seguito studia come interna in un collegio di Udine, dove si diploma maestra.
Vince a 19 anni il concorso per l'insegnamento presso le scuole elementari, ottenendo la cattedra prima per due anni a San Daniele del Friuli, in seguito per alcuni mesi a Rive d'Arcano, poi a Poffabro. Infine, nel 1970, a Meduno. Qui si stabilisce definitivamente, nella casa dei genitori, in cui abita attualmente.

## Opere
- La porta dipinta (1968)

In quest'anno viene pubblicata la sua prima raccolta di liriche in italiano, presso la Pan Editrice di Milano.
- Interrogatorio (1972)

La seconda raccolta di poesie, in italiano, è legata al periodo fiorentino. Viene pubblicata nei Quaderni del collettivo R. di Firenze, un gruppo di intellettuali controcorrente che, costituitosi nel 1968, aveva fondato una collana di quaderni di poesia e una rivista della quale Vallerugo fu per qualche tempo redattrice.
- Maa Onda (presentazione di Andreina Nicoloso Ciceri. I quaderni del Menocchio, Circolo Culturale Menocchio, Montereale Valcellina, PN, 1997)

È la sua prima opera in friulano, nata dal dolore per il terremoto del 1976 e per la morte della nonna Regina, soprannominata la Maa Onda (maggio 1979).
- Figurae (presentazione di Francesca Cadel, La Barca di Babele, Circolo Culturale di Meduno, PN, 2001)

È la sesta pubblicazione della collana di poesia "La barca di Babele", fondata nel 1999 a Meduno da un gruppo di poeti friulani, tra i quali la stessa Ida Vallerugo, con l'intento e l'esigenza di far conoscere la ricchezza e la varietà delle tante voci della regione. 
Direttori de "La barca di Babele" sono stati Amedeo Giacomini, Pierluigi Cappello e Luigi Bressan.
- Mistral (a cura di Anna De Simone), prefazione di Franco Loi, Il Ponte del Sale, Rovigo 2010.

Questo libro è un autentico poema scandito in 85 liriche in friulano composte a Meduno fra il 1981 ed il 1982.
- Stanza di confine (a cura di Anna De Simone), prefazione di Pierluigi Cappello, Crocetti Editore, Milano 2013.

## Premi
1972
- Premio "David" per inediti in italiano
- Premio Regione Toscana al Mugello-Resistenza per la plaquette Interrogatorio

1973
- Premio Venezia-Mestre per alcuni inediti in italiano

1982
- Premio Giacomo Noventa per una scelta di poesie in friulano

2011
- Premio "Salvo Basso" per "Mistral
- Omaggio del Premio
- "Giuseppe Malattia della Vallata" (luglio)

2013
- Premio Gilberto Pressacco Maqor Rusticitas